# Lee Min Jin
Min Jin Lee (* 11. November 1968 in Seoul, Südkorea) ist eine koreanisch-amerikanische Schriftstellerin und Journalistin. Sie lebt in Harlem, New York City. Ihre Arbeiten handeln oft von koreanischen oder koreanisch-amerikanischen Themen. Sie ist Autorin der Romane „Gratisessen für Millionäre“ (2007) und „Ein einfaches Leben“ (2017, als Serie 2022 unter Originaltitel „Pachinko – Ein einfaches Leben“ bei Apple TV+ erschienen).

## Leben
Min Jin Lee wurde in Seoul, Südkorea geboren. Als sie acht Jahre alt war, emigrierte sie mit ihrer Familie in die USA.
Sie hat in Yale studiert und vor der Veröffentlichung ihres ersten Romans als Anwältin gearbeitet.
Min Jin Lee gehört zum aktuellen (2023) Board of Trustees des PEN America. Sie ist Direktorin der Authors Guild und Teil des National Advisory Board of the Immigration Initiative in Harvard.

## Werk
Ihr Roman Pachinko (Ein einfaches Leben) stand auf der Shortlist für den National Book Award for Fiction, war Zweitplatzierter für den Dayton Literary Peace Prize, Gewinner des Medici Book Club Prize, und war unter den New York Times 10 Best Books of 2017. Pachinko war außerdem unter den Top 10 Büchern des Jahres der BBC, der Canadian Broadcasting Corporation, und der New York Public Library, und auf über 75 Beste-Bücher-des-Jahres-Listen, inklusive denen von NPR, PBS, und CNN. Lees Debütroman Free Food for Millionaires (Gratisessen für Millionäre) war unter den Top 10 Büchern des Jahres der The Times of London, NPR’s Fresh Air, und USA Today.
Texte von ihr wurden veröffentlicht im The New Yorker, NPR’s Selected Shorts, One Story, New York Review of Books, New York Times Magazine, New York Times Book Review, The Times Literary Supplement, Guardian, Conde Nast Traveler, und im Wall Street Journal. Min Jin Lee hat als Kolumnistin für die südkoreanische Chosun Ilbo geschrieben.
Der Roman Pachinko (Ein einfaches Leben) wurde 2022 als Serie von Apple TV+ veröffentlicht. Die Hauptrolle spielt der südkoreanische Schauspieler und Superstar Lee Min Ho. Es soll einen zweiten Teil geben.
Auch der Roman Free Food for Millionaires soll als Serie von Netflix verfilmt werden. Sie arbeitet an ihrem dritten Roman American Hagwon und an einem non-fictional-Stück mit dem Titel Name Recognition.

## Bibliografie

### Romane
- Gratisessen für Millionäre (Original Free Food for Millionaires 2007; auf Deutsch am 18. Mai 2023 beim dtv-Verlag erschienen, Hardcover, 848 Seiten[7])
- Ein einfaches Leben[8][9] (Original Pachinko 2017, auf Deutsch 2018 beim dtv-Verlag erschienen[10], Hardcover, 552 Seiten)

Daneben veröffentlicht sie Essays, Kolumnen und Kritiken.

## Auszeichnungen
2022 erhielt sie als erste koreanisch-amerikanische Autorin den südkoreanischen Manhae Grand Prize for Literature. Sie erhielt zudem den Bucheon Diaspora Literary Prize, den Samsung Happiness for Tomorrow Prize for Creativity von Südkorea und ist Stipendiatin für Fiktion von der Guggenheim Foundation, des Radcliffe Institute of Advanced Study in Harvard und der New York Foundation for the Arts.